# Med Park
Medford R. Park, detto Med (Britton, 11 aprile 1933 – 23 luglio 1998), è stato un cestista statunitense, professionista nella NBA.

## Palmarès
- Campionato NBA: 1

St. Louis Hawks: 1958